# Otto Fielitz

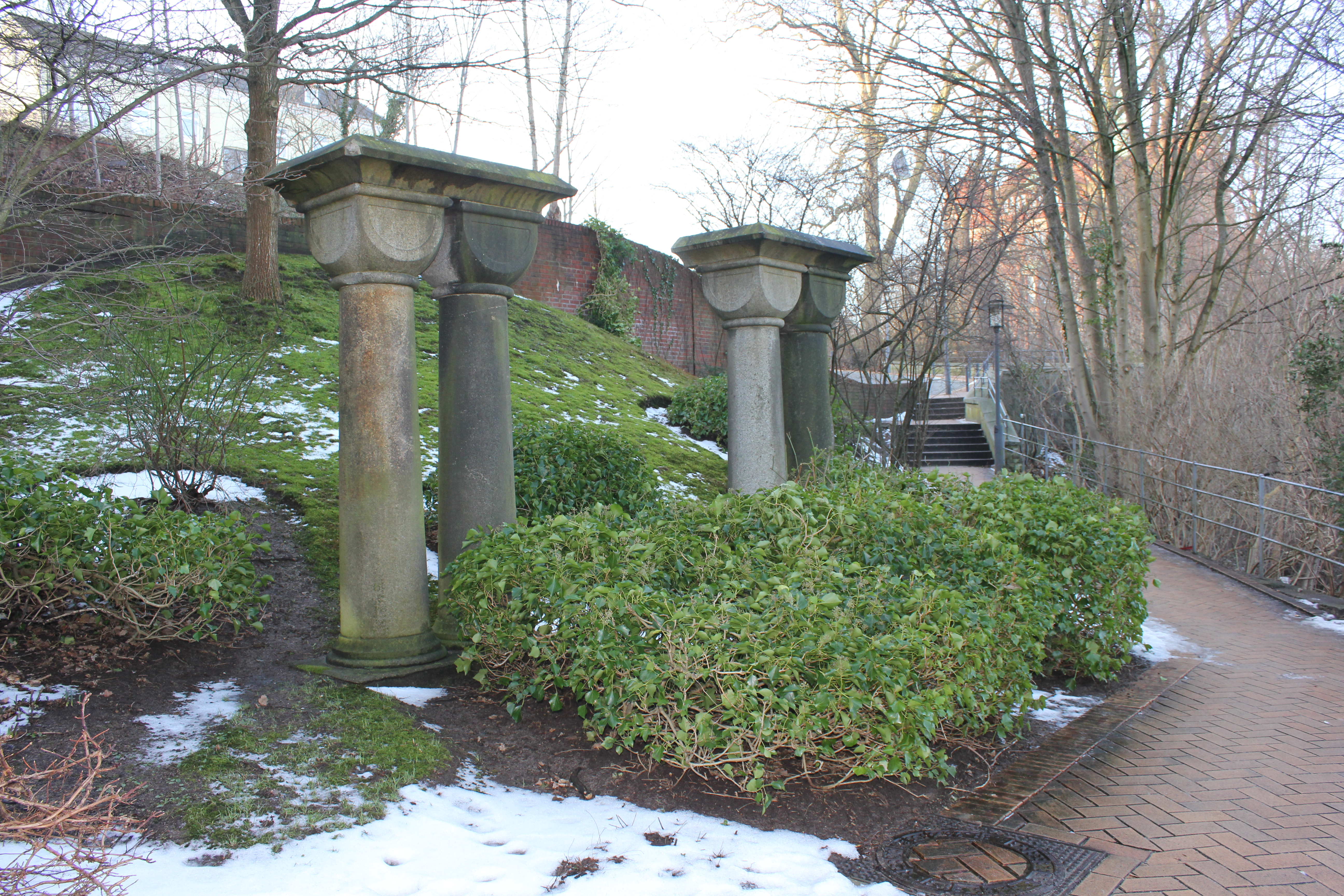
Die neuromanischen Säulen der Höheren Mädchenschule (später Realschule-West) von 1886

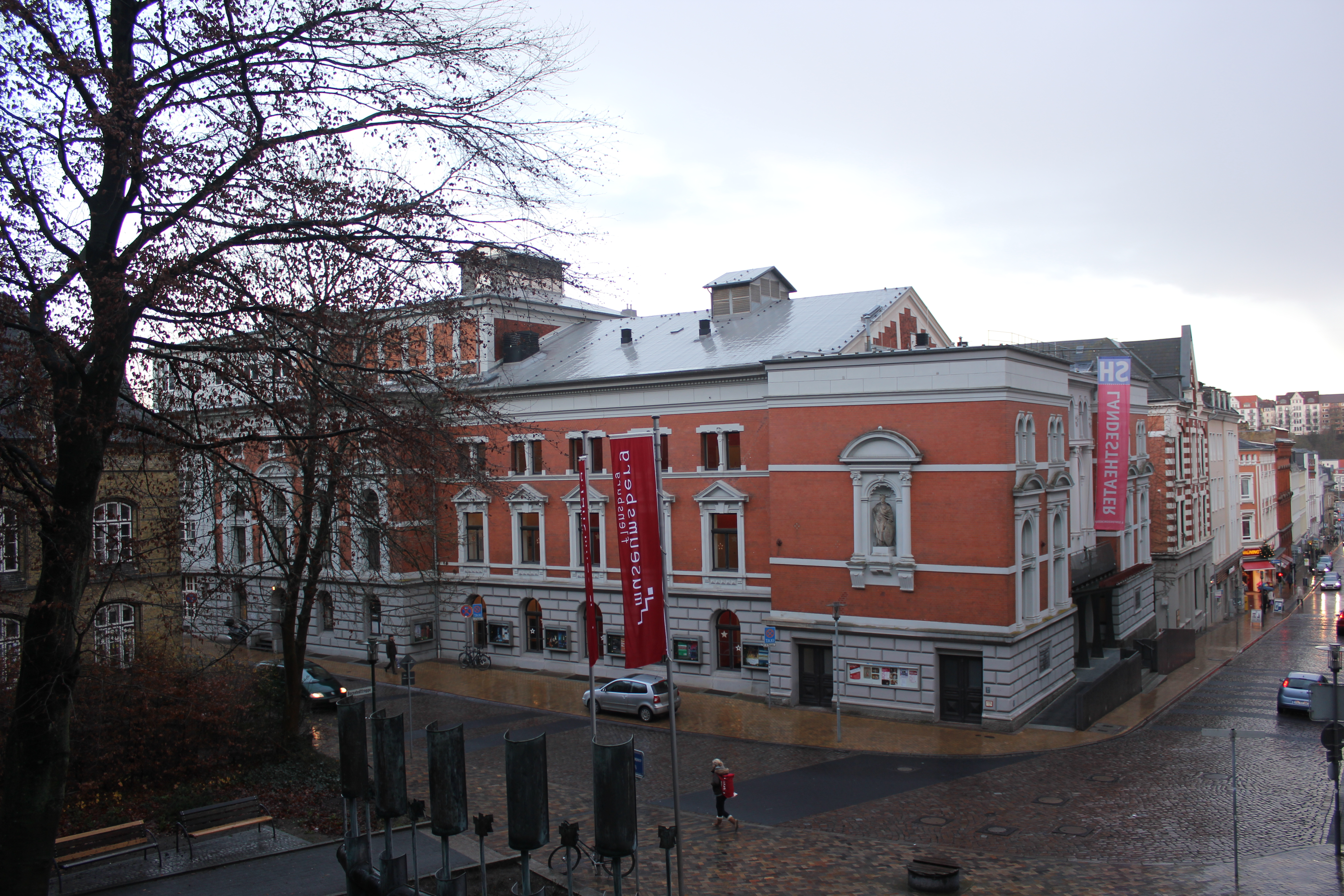
Das Stadttheater Flensburg von 1891–1894

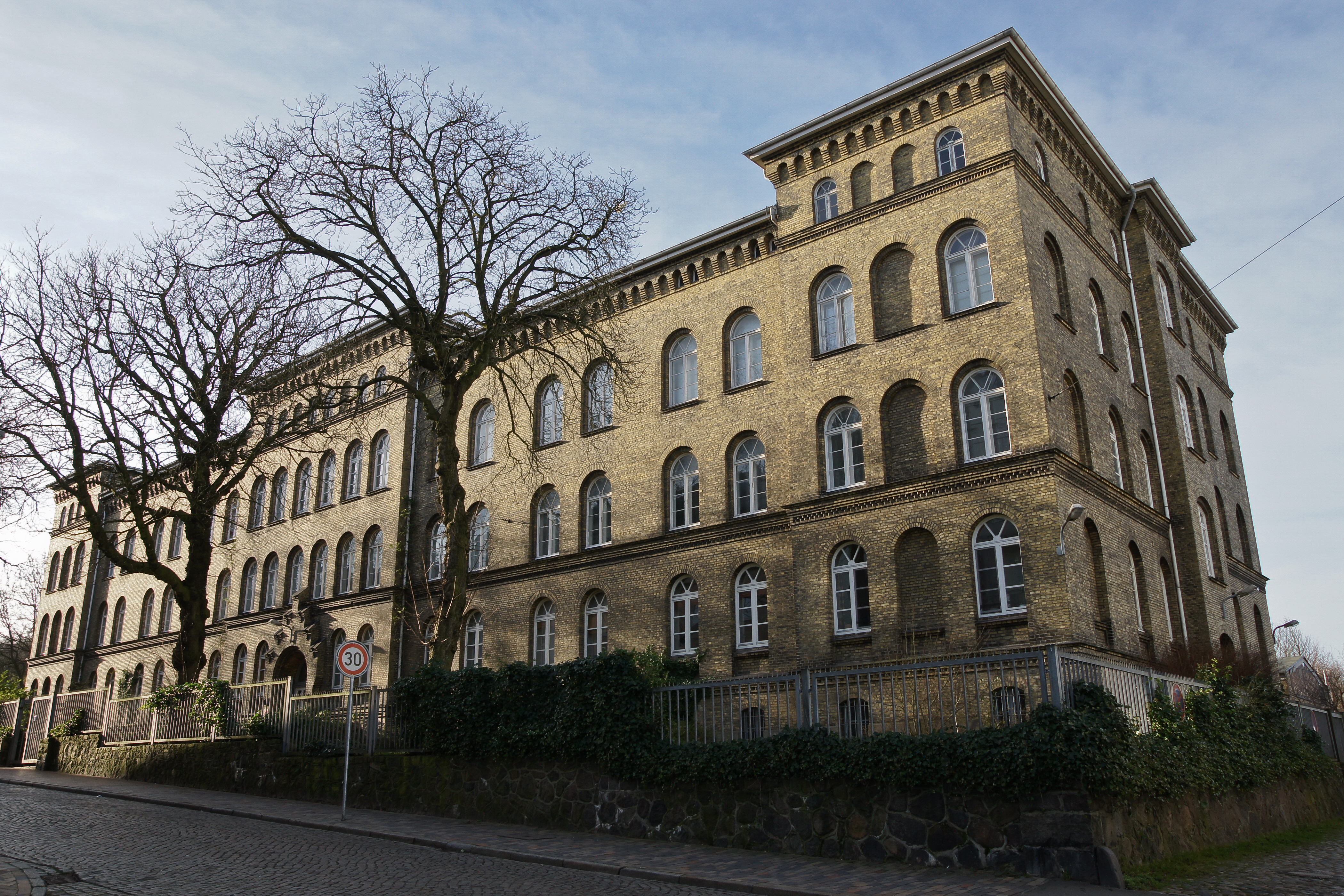
Die Junkerhohlweg-Kaserne von 1893–1897

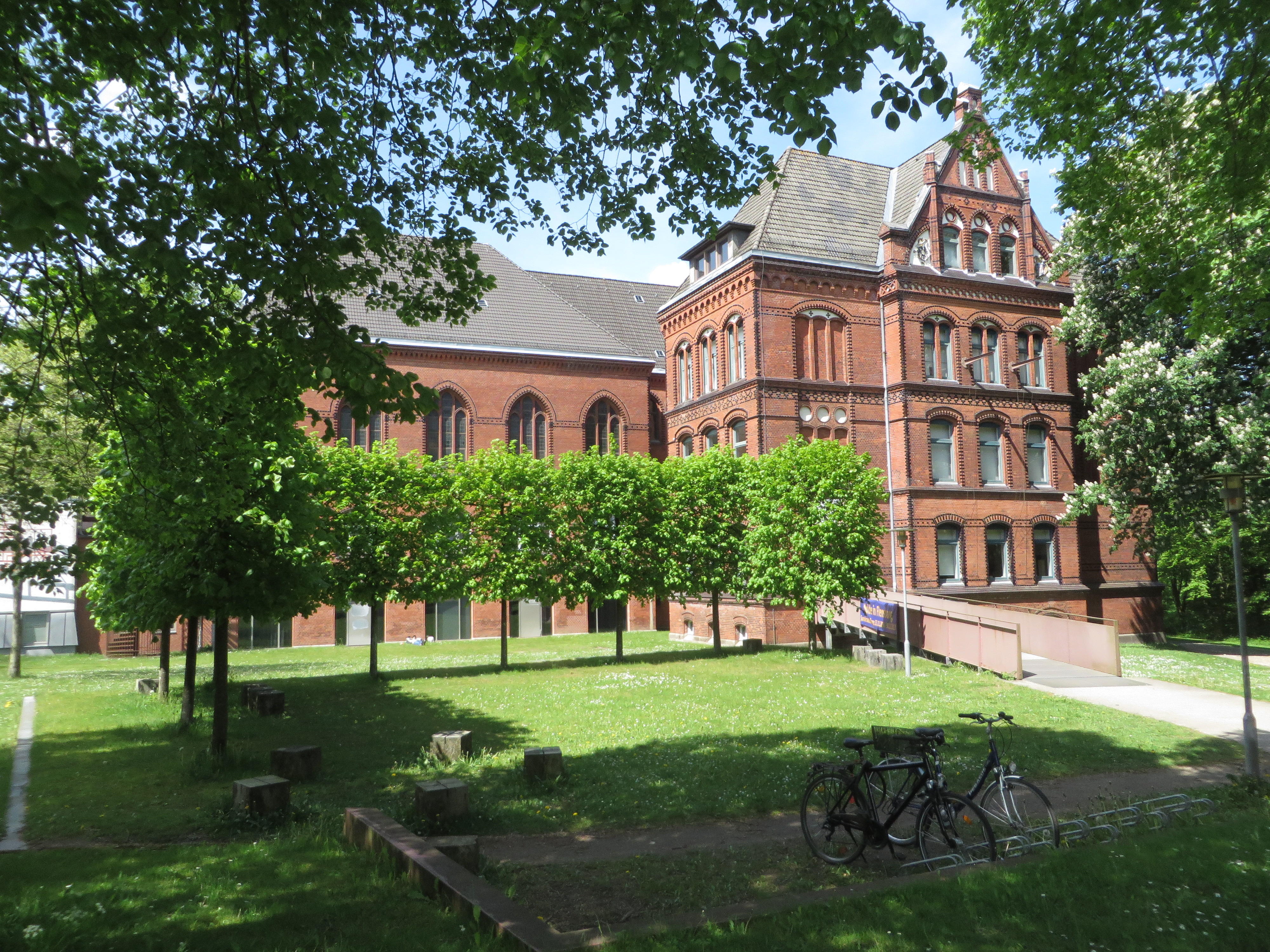
Das Hans-Christiansen-Haus von 1894–1896, der ursprüngliche Standort der Goethe-Schule Flensburg sowie der Zollschule Flensburg

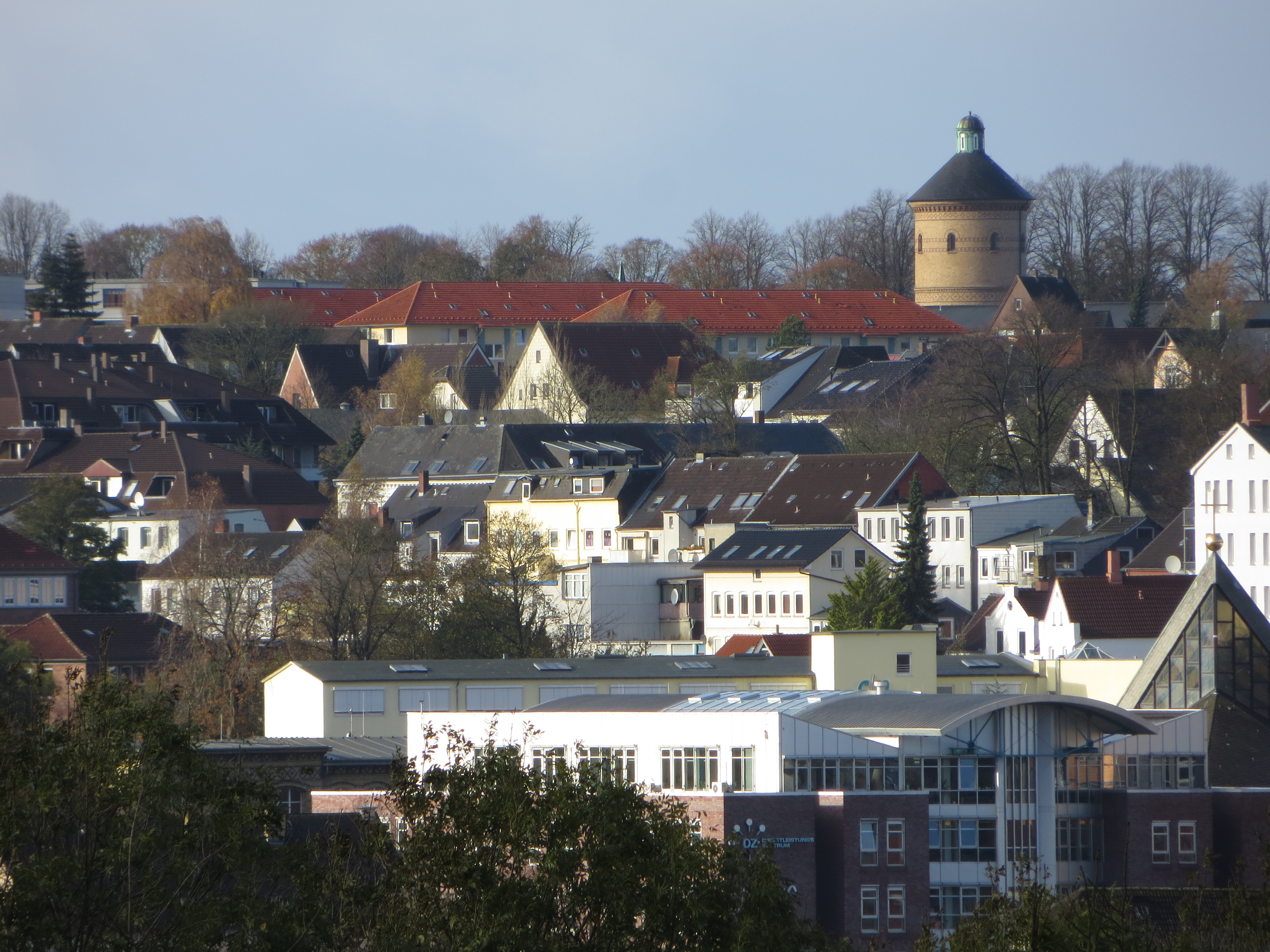
Der Alte Wasserturm von 1902

Otto Fielitz, eigentlich: Otto Karl Hermann Fielitz (* 4. August 1844 in Anklam; † 20. Juli 1922) war ein deutscher Architekt, der als Stadtbaurat in Flensburg für viele bedeutsame Bauwerke der Stadt verantwortlich war.

## Leben und Schaffen
Otto Fielitz studierte über zweieinhalb Jahre an der Berliner Bauakademie. In der Zeit nach dem Studium war er beim Hafenbau in Kiel beschäftigt. Es folgten eine Beschäftigung als Bauleiter des Seminars in Uetersen und bei der Flensburger Navigationsschule am Munketoft. Anfang 1877 wurde er technischer Consulent für die Stadt Flensburg. Kurz darauf, am 1. April 1879, erhielt er die Anstellung als Stadtbaumeister der Stadt. Seine Dienstzeit begann also zu einem Zeitpunkt, als der Deutsch-Dänischen Krieg (1864) und der anschließenden Eingliederung der preußischen Provinz Schleswig-Holstein, schon über ein Jahrzehnt zurücklag. Die Stadt befand sich in einer Wachstumsphase. Viele neue öffentliche Gebäude, insbesondere Schulen, mussten geplant und errichtet werden. Die meisten der damals von Otto Fielitz entworfenen Gebäude gehören den sogenannten Backsteinrohbauten im Stil der Hannoverschen Architekturschule an.
Am 8. April 1892, nach der Einrichtung des Hochbauamtes, wurde Fielitz zum Stadtbaurat ernannt. In seiner dienstfreien Zeit engagierte er sich zudem im Verschönerungsverein Flensburgs. 1897 begann Otto Fielitz mit den Vorplanungen für die Anlage des Stadtparks auf der Westseite der Stadt. Ende März 1910 ging er in den Ruhestand. Sein städtischer Nachfolger war Paul Ziegler.
Seine Gebäude prägen noch heute Flensburgs Stadtbild. Sie gehören heute zu den Kulturdenkmalen der Stadt. Nach ihm wurde 1997 die Otto-Fielitz-Straße benannt.

## Werk
- 1884: St.-Jürgen-Schule, heute Offener Kanal Flensburg[5]
- 1886: Höhere Mädchenschule, später Realschule-West. Abgerissen für einen Erweiterungsbau im Jahr 1982. Erhalten blieben die neuromanischen Säulen.[6]
- 1887–1889: Marien-Schule, Musikschule Flensburgs, Fielitz' Architektentätigkeit wird angenommen.[7]
- um 1890: Nikolai-Mädchenschule, heute Schulgebäude der Volkshochschule Flensburgs, Fielitz' Architektentätigkeit wird vermutet.[8]
- 1881–1882: Voigtschule, Fielitz' Architektentätigkeit wird vermutet.[9]
- 1884: Hohlwegschule im Bereich der Hohlwege der Stadt. Ein zweiter Bauabschnitt der Schule entstand 1905/06 unter Fielitz. Die Turnhalle der Schule entstand 1912/13 unter Fielitz Nachfolger Paul Ziegler.[10]
- 1890: Nackestift, Fielitz' Architektentätigkeit wird vermutet.[11]
- 1891–1892: Anna-Thomsen-Stift[11][12]
- 1891–1894: Stadttheater Flensburg[13]
- 1892–1893: Paulus-Paulsen-Schule, heute Schulgebäude der Volkshochschule Flensburgs, Fielitz' Architektentätigkeit wird vermutet.[14]
- 1893–1897: Junkerhohlweg-Kaserne
- 1894–1896: Hans-Christiansen-Haus
- 1895–1896: Technisches Rathaus, ursprünglich St. Nikolai-Knabenschule. Fielitz' Architektentätigkeit wird angenommen.[15]
- 1896–1897: Gebrüder-Nissen-Stift[16]
- 1901–1903: Ramsharder Knaben- und Mädchenschule; heute noch von der Grundschule Ramsharde genutzt[16][17]
- 1902: Alter Wasserturm Flensburg
- 1902–1903: Umgestaltung der Mühlenfriedhofs-Kapelle die mit der Anlage des Friedhofs entstanden war. Heute nach einem Umbau von 1963 stark verändert.[18]
- 1903: Söhrnsen-Stift[19]
- 1903–1908: Waldschule
- 1904: UNESCO-Schule beziehungsweise UNESCO-Projektschule Flensburg-Weiche. Ehemals ein Grund- und Hauptschule, heute eine reine Grundschule.[20][21]
- 1907: Cholerahaus[22]
- 1905–1907: Haus II. der Goethe-Schule Flensburg (Willy-Weber-Schule)[23]
- 1909–1910: Friedhofsdienstgebäude, am Haupteingang vom Friedhof Friedenshügel[24]